# Moving On
Moving On es una banda originaria de la ciudad de Mexicali, Baja California que sigue el género musical de rock indie desde el 2004 mediante su música. La banda alcanzó la fama en Latinoamérica al ganar el reality show de MTV Latinoamérica, La Zona de Combate. La banda está integrada por Juan (voz), Tito (guitarra), Tavo (bajo), Alberto (batería) y Shorty (2º guitarra). Tocaron en vivo en los Premios MTV 2008 cerrando la ceremonia en Guadalajara, México.

## Discografía
- Ya No Estás EP
- Soledad EP
- De Principio a Fin EP
- Moving On